# Eleoscytalopus psychopompus
El churrín de Bahía (Eleoscytalopus psychopompus) es una especie de ave paseriforme de la familia Rhinocryptidae endémica de una pequeña región de mata atlántica del estado de Bahía en Brasil. Anteriormente se clasificaba dentro del género Scytalopus, pero tras una investigación que lo situaba genéticamente más próximo al género Merulaxis lo emplazaron junto a su pariente cercano el churrín pechiblanco en un género aparte.

## Distribución y hábitat
Es endémica de tierras bajas de los bosques del Atlántico, en Bahía. Hasta hace poco, existía el temor de que estuviera extinto, pero ha sido redescubierto en un área restringida, entre los 15 y 200 m s. n. m., entre el río Jequitinhonha y el río Jequiriça. Ahora se conoce que se encuentra en los municipios de Ilhéus, Maraú, Taperoá, Valença.

## Descripción
Mide 11,5 cm de longitud. El plumaje de las partes superiores es gris pizarra; área loreal, mejillas, garganta y partes inferiores blancas; flancos con tinte azulado; grupa, crísum, lados del vientre y escapulares con matices de color rufo canela. El pico es negruzco con base blancuzca en la mandíbula. Las patas son rosadas. Se parece al churrín pechiblanco, pero con poco o ningún barrado en los flancos. Sua áreas no se sobreponen.

## Vocalización
El canto es bien parecido al churrin pechiblanco, un trinado gutural, «r-r-r-r-r-r-r-r-r-ro», algunas veces sin ser ascendendente al final, pareciendo una rana.

## Estado de conservación
El churrín de Bahía ha sido calificado como amenazada de extinción por la Unión Internacional para la Conservación de la Naturaleza (IUCN), debido a que su muy pequeña población total, estimada entre 70 y 400 individuos, se considera que continúa decayendo debido a la pérdida de hábitat y a su degradación. Anteriormente se pensaba que existía en una zona muy pequeña, sin embargo ha sido recientemente registrada en otras cuatro municipalidades y en hábitats modificados. Debido a estos registros ha sido movida de críticamente amenazada para el estado actual.

### Amenazas
La destrucción del bosque atlántico costero en Bahía, al sur de Salvador, ha sido extensa, y solo permanecen pequeños fragmentos, totalizando alrededor de 10% de la extensión original de bosques en la región.

### Acciones de conservación
La especie ocurre en algunas áreas protegidas, como la Reserva ecológica de Michelin y la reserva ecológica de Una.

## Sistemática

### Descripción original
La especie E. psychopompus fue descrita por primera vez por los ornitólogos brasileños Dante Luiz Martins Teixeira y Nei Eni Demas Carnevalli,  en 1989 bajo el nombre científico Scytalopus psychopompus; localidad tipo «cerca de Valença, 45 m, Bahía, Brasil».

### Taxonomía
Es monotípica. Algunos autores sugieren que esta especie sería apenas una subespecie de Eleoscytalopus indigoticus, sin embargo, los argumentos de Mata et al., 2009 refuerzan el rango de especie, sobre la base de la distancia genética.